# N'arba
N'arba (en el borde en asturiano) es un grupo folk asturiano de Avilés (España).

## Historia
N'arba nace en 1997, aunque su origen data de cuando se juntaban Miki Llope y Lisardo Prieto para tocar con sus flautas temas de Alan Stivell y Gwendal, cuando todavía eran unos jóvenes estudiantes de bachillerato. Años después conocen a LLuis Ángel e Israel y nace Piravan que se refundaría en N'arba con la llegada del gaitero moscón Xosé Ambás. 
El repertorio del grupo se basa principalmente en la labor de campo de su cantante, el televisivo y famoso Ambás, quien lleva más de 15 años recogiendo melodías inéditas por toda la geografía asturiana. N'arba incluye también en sus interpretaciones algunas piezas tradicionales y composiciones propias, además de mezclar instrumentos acústicos y eléctricos, incorporando con normalidad la batería o el bajo eléctrico.
Después de varios años de inactividad, el grupo volvió a dar un concierto en directo en mayo de 2011, dentro del festival Tolo d'Asturies en La Felguera (Asturias), contando con la colaboración de varios músicos asturianos como Rubén Bada, Dolfu R. Fernández, Pepín de Muñalén, Diego Pangua y miembros de la Banda de Gaites Llacín.

## Discografía

### Álbumes
- Nuevu Folk Asturianu vol. II, compartido con Folkgando (Discos L'Aguañaz, 1998)
- Inda ya ceu (Discos L'Aguañaz, 2001)

- Datos: Q9048270